# 过山车之星
《过山车之星》是一款以建设主题公园为游戏内容的建造与经营模拟游戏，由来自英国的游戏开发商Frontier Developments制作和发行。游戏于2016年11月17日在Windows端的Steam平台發行，之後於2020年11月陸續在Xbox One、Xbox Series X/S、PlayStation 4、PlayStation 5和macOS端的Steam平台與Mac App Store平台發行。Frontier曾参与Atari主导发行的「过山车大亨系列」的开发，因此该作被视为2004年系列最后作品《过山车大亨3》的精神续作。
《过山车之星》有四个游戏模式，分别是沙盒、挑戰、生涯和情景編輯器。沙盒模式可供玩家在一片空地上隨意地建造公園，不受預算的限制；挑戰模式類似於沙盒模式，但增添了難度選項，並需要處處考慮預算問題；在生涯模式中，玩家扮演一位中途空降的主題公園經營者的角色，須解決諸多公園因經濟問題所面臨的問題，例如改善一座公園惡劣的衛生環境情況，或完善一座設施缺失，尚未建造完成的公園；情景編輯器類似於生涯模式，但允許玩家自行建立目標並使用遊戲中所保存的
游戏在2015年1月29日初公布时曾用名《过山车公园大亨》，后在2015年的E3展会上改为现名。《过山车之星》是Frontier继《精英：危機四伏》后的第二款自开发，自发行的游戏。在2016年11月正式发行前，Frontier释出了游戏的多个Alpha与Beta测试版本。《过山车之星》后续发布的可下载内容皆为免费。游戏一经发行，首月即售出40万份，各方好评如潮，尤其是其沙盒模式和游戏内设施的自定义创造工具广受称赞。

## 游戏内容
《过山车之星》是一款建造与经营模拟类的电子游戏。游戏内容与它精神上的系列前作“过山车大亨系列”类似，玩家可以建造许多类型的主题公园设施，如商店、摩天轮与过山车等等，吸引游客前来游玩，平衡收支，经营公园。玩家创建的公园可以通过“Global Village”功能与其他玩家共享。除了清洁工、保安员等工作人员，玩家亦可雇佣身着卡通人物形象衣装的扮装者来娱乐游客。
在游戏开始时，玩家需要设置自己的人物形象。设置完毕后，便可以在沙盒、挑戰、生涯和情景編輯器四種模式中选择游戏模式，正式开始游戏。
- 沙盒模式：与精神前作类似，沙盒模式是一种完全自由的模式，在一片空地上展开，资金无限，设施全部解锁，供玩家自由建设。许多想要创建自定义设施并上传至Steam创意工坊（PC/Mac版）或Frontier Workshop（主機版）的玩家会选择沙盒模式进行创作[4]。

- 挑战模式：选择挑战模式的玩家必须从零开始建设主题公园，这点与沙盒模式相同。但挑战模式的初始资金有限，玩家需通过逐步经营公园来扩大营收；且许多设施需要投入资金研发后才可供建设。挑战模式设有容易，普通，困难三种难度，难度与初始资金和研发进程相关。随着游戏进行，玩家会收到随机的“挑战目标”，完成目标可以获得奖励，如奖金，或公园评分的大幅提升。

- 生涯模式：生涯模式设有许多关卡。在关卡中，玩家从一开始就收到目标，例如建设特定的设施，改善公园的评分，或者雇佣一定数量的清洁工等[5]。这些关卡也分为不同难度，完成关卡方可以进入下一关，这点亦与《过山车大亨3》玩法类似。

2016年的EGX展会上展出的《过山车之星》曾有一个特殊的模式，称作“撞毁模式”（英語：crash mode）。在该模式中，玩家可以将尚未建设完毕的过山车轨道投入使用，使过山车脱轨飞入游客人群中。
2017年4月26日，Frontier Developments公布了游戏中“秘技”的存在。通过在游戏中输入这些作弊码，玩家可以实现许多彩蛋，如在游戏中亲自驾驶卡丁车，或使得公园内的保安员在穿梭人群时如推土机般横冲直撞。
2017年11月22日，Frontier發佈遊戲的1.4.0更新，並新增「情景編輯器」模式。在該模式中，玩家可以自行選擇已保存的公園並自行設立類似於生涯模式的關卡目標。在編輯完成後，玩家可以選擇將所設計的「情景」（也就是關卡）上傳至Steam創意工坊或Frontier Workshop中。

## 开发历程
在开始《过山车之星》的开发之前，Frontier Developments就已经开发了多个建造与经营模拟游戏。其中包括了2004年发行的《过山车大亨3》，该作极富盛名，大获成功，其全球销售量高达一千万。然而，由于开发商认为近年来市面发行的许多“大亨类游戏”（英語：Tycoon games）风评不佳，使得大亨这个品牌“已经不再具有威信”，遂弃用这个招牌，因此《过山车之星》仅仅被视作《过山车大亨3》的精神续作，而不是直接续集。在2016年12月的一次采访中，Frontier Developments的首席运营官David Walsh说道，正是《精英：危机四伏》的成功驱使了Frontier开发《过山车之星》，而后者的成功也至关重要，因为他们想要证明“我们绝不是一家只能开发一款大热游戏的公司”。
游戏于2015年1月29日对外公布时，还称为《过山车公园大亨》，后来在2015年6月16日的E3展会上宣布更名为《过山车之星》。该游戏是Frontier Developments继《精英：危機四伏》后的第二款“自开发，自发行”游戏。《过山车之星》使用了一个全新版本的Cobra引擎，这是一个由Frontier自行开发的内部专有引擎，同样应用于以往的《精英：危机四伏》和《过山车大亨3》等游戏。在该游戏的第二次官方预告直播上，Frontier宣布alpha测试将于2016年3月22日开启。alpha版本侧重了模块化建筑和道路的建设，并包含了“过山车之星”和“海盗”两个公园主题。虽然在该版本中过山车设施建设的选项默认为关闭，但玩家输入秘技后便可以激活，建造过山车。
2016年5月24日，Frontier释出了第二个alpha测试版本。该版本增加了金钱系统、地形工具，改善了道路建造功能，并正式地开放了过山车的建设。8月25日，Frontier停止了alpha测试版本的下载。9月24日，Frontier在EGX展会上宣布预购了“Thrillseeker”版本的玩家将获得当年10月的提前测试资格。在2016年的Gamescom展会上，Frontier宣布《过山车之星》正式版将于当年11月17日发售，并搭配Denuvo防篡改技术。
为了做成尽可能逼真的游乐园的音效，音效师Watson Wu专程前往位于印第安纳州的Holiday World & Splashin' Safari主题公园录下了实地的声音。包括游客和公园工作人员在内的游戏中人物所讲的是一种叫做“Planco”的虚构语言。Frontier的高级音效师James Stant说，Planco语包含了超过7000个词汇。在游戏正式发布后，Frontier推出了一本官方Planco语辞典。

### 游戏音乐
《过山车之星》采用了动态背景音乐，该动态音轨由Jim Guthrie与JJ Ipsen谱曲，收录在《You, Me & Gravity: The Music of Planet Coaster》专辑中。玩家亦可上传音乐文件作为其主题公园的自定义背景音乐。

## 评价

### 正式发售前
《过山车之星》在alpha测试阶段便收获了不少好评。来自游戏媒体PC Gamer的Andy Kelly评论道，Frontier“正在书写一个宏大的开篇”，并指出游戏的自定义创造工具给了《过山车之星》“无限的可能性”。来自媒体Ars Technica的Mark Walton则指出了游戏的几个缺点，如菜单不够清晰直观，没有开放过山车的自定义建设等。alpha测试开启两个月后的2016年4月27日，Frontier宣布《过山车之星》已带来了近200万美元的收入。

### 正式发售后
来自媒体Eurogamer的Matt Wales向公众推荐了这款游戏，称《过山车之星》为“迄今最佳的模拟类游戏”。Game Informer的Ben Reeves则赞扬了充满创造性的沙盒模式和挑战模式，同时批评生涯模式“无趣又冗长”。IGN的TJ Halfer认为，这款游戏对Steam创意工坊的深入结合使之可以与《Minecraft》以及《Second Life》相媲美。来自Gamespot的Edmond Tran高度赞扬了《过山车之星》易于上手又启人创意的自定义创造工具。Game Revolution的Jonathan Leack称赞该游戏“使主题公园模拟类游戏重获新生”。来自PC Gamer的Jody Macgregor则撰文批评了该游戏，称虽然游戏的挑战模式尚佳，但与《过山车大亨3》相比，整体而言创新不足。PC Gamer在打出了（70/100）的评分后，以“与Frontier沟通有误，收到了错误的测评版本”为由撤回了该评分，并重新打出了（75/100）的分数。Destructoid的Patrick Hancock指出，在公园过大时，游戏的帧率会出现问题。另有游戏杂志《Edge》批评道，《过山车之星》的视角摄像头有时难以操控。

### 销量
《过山车之星》一经发售便登上了Steam畅销榜的头位，其首月销量突破了40万。虽然游戏正式发行于一年年终的11月，《过山车之星》仍然在Steam的2016年度销量前百榜单上获得了上佳的成绩。截至2017年8月，游戏销量已经超过100万。